# Сапунов, Николай Андреевич
Николай Андреевич Сапунов(25 мая 1923 — 10 июля 1978) — командир огневого взвода 47-го гвардейского кавалерийского полка 12-й гвардейской кавалерийской дивизии 5-го гвардейского Донского кавалерийского корпуса 2-го Украинского фронта, гвардии лейтенант. Герой Советского Союза.

## Биография
Николай Андреевич Сапунов родился 25 мая 1923 года в селе Бупел (ныне — Хомутовского района Курской области) в семье русского рабочего.
Окончил 7 классов, в 1940 году — два курса педагогического училища, в 1941 — первый курс Льговского учительского института.

### Участие в Великой Отечественной войне
В июле 1941 года был призван Льговским райвоенкоматом в ряды РККА. В действующей армии с 22 июля 1943 года. Член ВКП(б) с 1944 года.
6 февраля 1944 года, в ходе Корсунь-Шевченковской операции, в бою под селом Валява (Городищенский район Черкасской области) немцы бросили на советские боевые порядки до батальона пехоты, усиленного пятью танками и тремя самоходными орудиями. Командуя взводом 47-го гвардейского кавалерийского полка, Николай Сапунов вёл ураганный огонь из 45-мм пушек по врагу. После того как расчёт одного орудия был выведен из строя, Сапунов бросился к орудию и продолжал расстреливать противника осколочными и термитными снарядами с расстояния 30-40 метров. В том бою Николай Сапунов лично подбил 2 самоходные пушки, разбил три станковых пулемёта, уничтожил до 160 гитлеровцев, не отойдя от орудия даже когда немцы приблизились на расстояние 25-30 метров и забрасывали его позицию гранатами. Участвуя в отражении 7 контратак противника, Сапунов нанёс ему значительный урон в живой силе и технике, чем способствовал удержанию занимаемого рубежа и последовавшему захвату села Валява — важного укреплённого пункта немцев.
Указом Президиума Верховного Совета СССР от 13 сентября 1944 за мужество, отвагу и героизм, проявленные в борьбе с немецко-фашистскими захватчиками Сапунову Николаю Андреевичу было присвоено звание Героя Советского Союза.

### После войны
После войны Николай Сапунов продолжал службу в армии. В 1947 году Сапунов окончил Высшую артиллерийскую школу в Ленинграде, а в 1957 году — Военную академию тыла и транспорта. Служил начальником оргпланового отделения тыла танковой дивизии в составе Группы советских войск в Германии.
С 1963 года Сапунов стал заместителем командира 340-го артиллерийского полка 9-й Краснодарской Краснознамённой орденов Кутузова и Красной Звезды мотострелковой дивизии в Майкопе. С 1975 года полковник Сапунов — в запасе. Работал военруком Майкопского автотранспортного техникума Адыгейской АО Краснодарского края.
10 июля 1978 года Николай Андреевич Сапунов скончался. Похоронен в г. Майкоп.

## Награды
- Медаль «Золотая Звезда»[1];
- орден Ленина[1];
- орден Отечественной войны I степени[3];
- орден Красной Звезды;
- медаль «За боевые заслуги»;
- медаль «В ознаменование 100-летия со дня рождения Владимира Ильича Ленина»;
- медаль «За победу над Германией в Великой Отечественной войне 1941—1945 гг.» (9 мая 1945[4]);
- юбилейная медаль «Двадцать лет Победы в Великой Отечественной войне 1941—1945 гг.» (7 мая 1965[5]);
- юбилейная медаль «Тридцать лет Победы в Великой Отечественной войне 1941—1945 гг.»;
- медаль «Сорок лет Победы в Великой Отечественной войне 1941-1945 гг.»;
- медаль «Ветеран Вооружённых Сил СССР»;
- медаль «30 лет Советской Армии и Флота»;
- юбилейная медаль «40 лет Вооружённых Сил СССР»;
- юбилейная медаль «50 лет Вооружённых Сил СССР»;
- юбилейная медаль «60 лет Вооружённых Сил СССР»;
- медаль «За безупречную службу» I степени;
- медаль «За безупречную службу» II степени;
- знак «Гвардия»;
- знак МО СССР «25 лет Победы в Великой Отечественной войне».

## Память

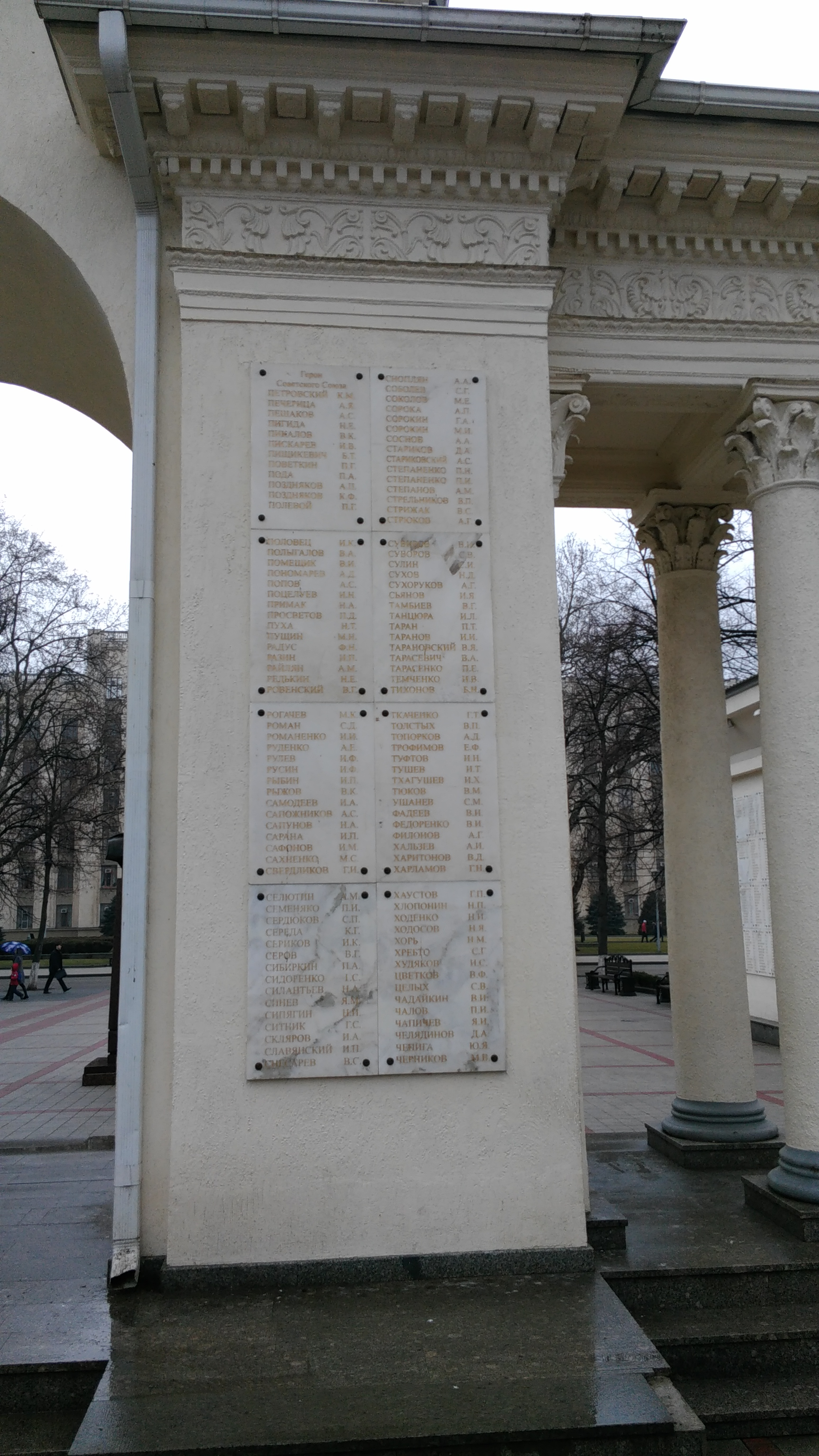
Имя Героя на мемориальной арке в Краснодаре.(П-Ч)

- Имя Героя увековечено на мемориальной арке в Краснодаре.
- Имя Героя высечено золотыми буквами в зале Славы Центрального музея Великой Отечественной войны в Парке Победы города Москвы.
- Похоронен на Аллее Славы городского кладбища города Майкоп.
- На могиле установлен надгробный памятник.
- В Майкопе на доме, где жил Герой, установлена мемориальная доска.
- Фамилией Николая Андреевича Сапунова названа одна из улиц в посёлке Поныри, Курской области